# Stefan Linder
Stefan Linder (* 1977) ist ein deutscher Ökonom. Er ist Professor für Management Accounting & Control sowie Leiter des Department of Accounting and Management Control an der École supérieure des sciences économiques et commerciales (ESSEC), einer Wirtschaftshochschule in Paris. 

## Wirken
Seine Forschung befasst sich mit Fragen des Management Accounting und Controlling, insbesondere der Auswirkungen von Controllinginstrumenten und -systemen auf Führungskräfte und Mitarbeiter. Neben wünschenswerten Auswirkungen wie gesteigerter Motivation oder unternehmerischem Verhalten (intrapreneurship) beleuchtet die Forschung Linders auch unerwünschte Wirkungen, zum Beispiel Manipulation von Kennzahlen, Job-related Stress und Burnout. Er ist Autor oder Co-Autor zahlreicher wissenschaftlicher Publikationen, die unter anderem in der European Accounting Review, IEEE Transactions on Engineering Management, International Journal of Management Reviews, Journal of Banking & Finance, Journal of Business Ethics, Journal for Management, Management Accounting Research erschienen sind. 
Linder lehrt in den Bachelor-, Grande Ecole-, Executive MBA- und Ph.D.-Programmen an der ESSEC, die zu den Grandes Écoles zählt.

## Schriften (Auswahl)
- mit Jürgen Weber: Budgeting, Better Budgeting oder Beyond Budgeting? Konzeptionelle Eignung und Implementierbarkeit. John Wiley & Sons, Weinheim 2003, ISBN 978-3-527-50175-5.
- Investitionskontrolle: Grundzüge einer verhaltensorientierten Theorie. Deutscher Universitätsverlag, Wiesbaden 2006, ISBN 978-3-8350-0600-3 (Zugleich: Dissertation, Wiss. Hochsch. für Unternehmensführung, Vallendar 2006).
- mit Jürgen Weber: Neugestaltung der Budgetierung mit Better und Beyond budgeting? Eine Bewertung der Konzepte (= Advanced controlling. Band 64). Wiley-VCH, Weinheim 2008, ISBN 978-3-527-50412-1.
- mit Nicolai J. Foss: Microfoundations: Nature, Debate, and Promise. Cambridge University Press, Cambridge 2019, ISBN 978-1-108-68549-8.